# Хайнрих фон Петерсхайм
Хайнрих фон Петерсхайм (на немски: Heinrich I, Herr zu Petersheim;† 13 април 1296) е господар на Петерсхайм (в Пилзенски край, Чехия) и маршал на епископа на Лиеж.
Той е син на Дитрих II фон Петерсхайм († 2 януари 1289) и съпругата му Маргарета († сл. 1288). Той е брат на Валтер, каноник в „Св. Ламберт“ в Лиеж и на незаконните Дитрих цу Неерхарен и на Маргарета, канонеса в Торн.

## Фамилия
Хайнрих фон Петерсхайм се жени за Маргарета фон Рененберг († сл. 1285), дъщеря на Арнолд I фон Рененберг († сл. 1262) и съпругата му Матилде. Те имат децата:
- Хайнрих, провост в Маастрихт
- Йохан I фон Петерсхайм-Щевенсвеерт († сл. 1348), женен за Елизабет фон Бокстел
- Вилхелм II фон Петерсхайм († сл. 1314), женен за Изабела фон Леефдаел († сл. 1353)
- Маргарета, абатиса на Торн и Мюнстербилзен
- Беатрикс, канонеса в Торн